# Герб Ворохти
Герб Ворохти — офіційний символ селища Ворохта Надвірнянського району Івано-Франківської області. Затверджений 18 березня 1999 року сесією Ворохтянської селищної ради. 
Автор проекту — А. Гречило. 

## Опис
У зеленому полі срібний едельвейс, вгорі — відділена ламано (у три виступи, середній вищий від двох інших) срібна глава, внизу відділена ялинкоподібно золота основа. 
Щит вписано у декоративний картуш і увінчано срібною міською короною.

## Зміст
Ялинкове січення вказує на розташування Ворохти серед густих карпатських лісів, а зелене поле вказує на розвиток курортної галузі. Ламане ділення означає Карпати, а середній виступ — гору Говерлу, розташовану на території селищної ради. Квітка едельвейсу (білотки) свідчить про рідкісну місцеву флору.